# Sriramapuram
Sriramapuram é uma panchayat (vila) no distrito de Dindigul, no estado indiano de Tamil Nadu.

## Demografia
Segundo o censo de 2001,  Sriramapuram  tinha uma população de 8927 habitantes. Os indivíduos do sexo masculino constituem 50% da população e os do sexo feminino 50%. Sriramapuram tem uma taxa de literacia de 53%, inferior à média nacional de 59.5%: a literacia no sexo masculino é de 63% e no sexo feminino é de 44%. Em Sriramapuram, 11% da população está abaixo dos 6 anos de idade.